# Калуга I
Калу́га I — железнодорожная станция Московской железной дороги, расположена в городе Калуга. Открыта в 1874 году.

## Краткая характеристика
Входит в Московско-Смоленский центр организации работы железнодорожных станций ДЦС-3 Московской дирекции управления движением. По основному применению является участковой, по объёму работы отнесена ко 2 классу. Относится к Московско-Смоленскому региону Московской железной дороги.
Вокзал Калуга-1 — железнодорожный вокзал станции Калуга I. Входит в Московскую региональную дирекцию Дирекции железнодорожных вокзалов.
Станция Калуга-1 расположена к северу от центра города на ответвлении главного хода Киевского направления МЖД на хордовую линию Вязьма — Тула-1 Курская на участке Муратовка — Плеханово Московской железной дороги.
Главный ход линии в этом месте делает петлю, глубоко вдаваясь внутрь города. Участок от Калуги-1 до этой развязки двухпутный и электрифицированный (электрификация продолжается далее до станции в посёлке Полотняный Завод (контактная сеть демонтирована, вывозная работа осуществляется теплотягой), в другую сторону однопутный без электрификации.

## История
Железнодорожная станция Калуга открыта для пассажиров и перевозки грузов одновременно с запуском в эксплуатацию Ряжско-Вяземской железной дороги в 1874 году (позднее Сызрано-Вяземская). Торжественное открытие железнодорожного вокзала состоялось 15 (27) декабря 1874 года.

Калуга ушла в тень после того, как значение водных путей в торговле «к портам» упало, а в ней Калуга была «дирижером» с XVIII и до середины XIX века— Г. М. Лаппо «Города России. Взгляд географа».
Железная дорога связала Калугу с городами: Варшава, Смоленск, Оренбург, Пенза, Сызрань и многими другими, что способствовало развитию торговли, сельского хозяйства и промышленности в регионе.
К 1883 году железнодорожная станция Калуга принимала уже около 70 000 пассажиров, было обработано более 2 700 000 пудов различных грузов. В 1899 году открывается движение на частной (паевой) Московско-Киево-Воронежской железной дороге (Брянской линии).
Развитие промышленности и торговли в городе и губернии требовало наличия разветвлённой сети магистральных железных дорог, которые бы связали город и губернию с промышленным центром и богатыми южными регионами.
После многочисленных ходатайств представителей от промышленников и купцов о скорейшем проведении к Калуге ветки от Брянской линии, — в 1901 году такая ветка была сдана в эксплуатацию паевым обществом частной Московско-Киево-Воронежской дороги, с использованием части пути казённой (государственной) Сызрано-Вяземской линии. В том же году тем же обществом был построен железнодорожный вокзал, который сохранился до наших дней (Калуга I).
Таким образом к 1902 году в городе функционировало 2 железнодорожных вокзала. Один относился к казённой (Сызрано-Вяземской) дороге, а второй, — к частной Брянской линии. В советское время здание первого — «Сызрано-Вяземского вокзала» было передано одному из заводов города. Здание сохранилось до наших дней, но сильно перестроено. К своему вокзалу поезда частной Московско-Киево-Воронежской железной дороги подъезжали по Брянскому мосту (разобран в 1963 году).
По утверждению калужского краеведа и архитектора И. Д. Белова: «Это был путепровод, который шел до рощи. Дело в том, что в Калуге, на улице Ленина, два вокзала находились рядом. Поезда приходили и на один вокзал, и на второй. Поэтому и построили мост, чтобы развести потоки. Когда-то по центру Калуги ходили паровозы с пассажирскими и товарными вагонами.
Город пересекали железнодорожные линии. И это, кстати, было очень неудобно. Мост построили где-то в 1900 году, когда появилась Московско-Киево-Воронежская железная дорога, а разобрали, когда пустили первый троллейбус. Там были четыре массивные опоры (фермы), так вот на две опоры потом поставили пушки, а ещё две так и остались стоять. Разобрать их было сложно, нужно эти опоры взрывать».
С началом Первой мировой войны губернский центр Калуга становится крупным тыловым-эвакуационным центром воюющей империи. Санитарные потери на фронтах требовали эвакуации раненых и больных в тыловые районы.
20 августа (2 сентября) 1914 г. на станцию Калуга с фронта была доставлена первая партия, состоящая из 2 500 раненых и больных воинов Российской Императорской армии. Размещать первую партию пришлось в различных местах, включая здание вокзала, станционные постройки, частные дома.
В короткие сроки городской управе и военному управлению удалось развернуть в городе 4 госпиталя, доведя общее количество коек до 1900. К концу 1914 года станция становится военно-эвакуационным пунктом «Москва 1-й» с основным направлением санитарной эвакуации на Москву.
Город оказался и в центре беженского потока. Беженцы следовали через Калужскую губернию и по Московско-Варшавскому шоссе вглубь страны. Первая партия зарегистрированных беженцев в количестве 601 человека прибыла на станцию Калуга 15 (28) июля 1915 года.
На средства и при содействии Татьянинского комитета, созданного по инициативе Великой княгини Татьяны Николаевны Романовой, ищущим убежища и другим пассажирам оказывалась продовольственная и медицинская помощь.
В здании вокзала были открыты врачебно-продовольственный пункт и «Особый Комитет из лиц, состоявших в благотворительных обществах и других лиц, главным образом — дам, для удовлетворения пищею прибывающих в поездах беженцев». Одновременно Губернским комитетом общества было учреждено Особое Бюро для снабжения беженцев проездными документами.
В годы Великой Отечественной войны станция имела стратегическое значение при обороне Москвы, проведении первой и второй Ржевско-Вяземской наступательных операций Красной Армии, Курской битвы, для большинства наступательных операций по разгрому противника на всём советско-германском фронте в 1942—1945 годах.
После войны было отремонтировано железнодорожное полотно, служебные и технические постройки. Возобновлено регулярное пассажирское сообщение с Москвой, городами области, Вязьмой и Тулой.

## Пассажирское движение

### Пассажирские платформы
На станции 5 пассажирских платформ. Две (№ 6 и 8) высокие, островные, у тупиковых путей, используемых обычно электропоездами. 2 низкие островные: одна (№ 7) у тупиковых путей, другая (№ 4) — у проходных путей, это самая длинная платформа на станции. Одна боковая низкая платформа у здания вокзала у проходного пути является продолжением платформы № 6. Над станцией — пешеходный мост. С него нет сходов к платформам.

### Пригородное сообщение
Поскольку станция Калуга-1 расположена на ответвлении главного хода Киевского направления МЖД, принимает она в основном пригородные электропоезда от Москвы и Сухиничей (съезжают с главного хода между станциями Тихонова Пустынь и Горенская по ветви в направлении станции Муратовка) и пригородные дизель-поезда хордовой линии в направлении станций Вязьма и Тула I-Курская. Для поездов всех четырёх направлений станция является конечной.
Имеется прямое сообщение пригородными электропоездами с Москвой-Киевской (самая дальняя станция на этой линии, имеющая прямую связь с Москвой) и станцией Сухиничи-Главные, поэтому с точки зрения пригородного сообщения станцию Калуга I также иногда относят к Киевскому направлению. Время движения от Киевского вокзала около 3 часов 8 минут, от Сухиничей-Главных — около 2 часов. От Москвы курсирует 13-14 пар поездов в сутки (из них 5 — экспрессы), от Сухиничей-Главных — 5 пар в сутки. Обслуживают линию пассажирские электропоезда ЭД4М.
В направлении Тулы и Вязьмы ежедневно курсирует несколько пар рельсовых автобусов РА2.
Также имеется 1 вечерняя пара поездов сообщением до станции Кресты, расположенной на Большом кольце МЖД — до станции Бекасово I поезда следуют в направлении Москвы по главному ходу, а дальше съезжают на кольцо.
С 2021 года регулярно курсируют электропоезда-экспрессы РЭКС (Калуга-1 — Москва Киевская) в фирменной сине-голубой окраске. Время в пути около 2 часов 30 минут. Покупка билета на экспрессы РЭКС возможна в кассах по продаже билетов или мобильном приложении «РЖД Пассажирам».
О тарифных зонах, правилах проезда на пригородных поездах, годовых и месячных абонементах можно узнать на официальном сайте перевозчика.

### Дальнее следование
Через станцию Калуга-1 курсирует несколько пар пассажирских поездов дальнего следования до Адлера, Анапы, Ейска и Льгова. Все они имеют продолжительную остановку на станции, во время которой производится смена локомотива.
От Калуги-1 до Москвы-Киевской поезда следуют на электрической тяге (ЧС7), а до Тулы или Узловой — на тепловозной (2ТЭ10М или ТЭП70БС). Тяговые плечи обслуживают локомотивные бригады ТЧЭ-18 имени Ильича ТЧЭ-36 Новомосковск и ТЧЭ-14 Елец-Северный.

### Основные направления
| Страна  | Пункт назначения                                                                       |
| ------- | -------------------------------------------------------------------------------------- |
| Россия1 | Москва, Адлер, Анапа, Ейск, Льгов, Сухиничи, Тула, Тёмкино, Вязьма, Ферзиково, Алексин |

1 — В связи с распространением коронавирусной инфекции некоторые поезда могут быть отменены.

### Перевозчики и расписание
| Перевозчик                                    | Дистанция                               | Расписание |
| --------------------------------------------- | --------------------------------------- | ---------- |
| Российские железные дороги (ФПК)              | Дальнее следование                      | РЖД        |
| Центральная пригородная пассажирская компания | Межрегиональное и пригородное сообщение | ЦППК       |

### Ускоренное движение
| Дистанция | Дистанция | Дистанция              | Остановки                                  | Протяжённость | Время в пути | Тип поезда      | Вагонов |
| --------- | --------- | ---------------------- | ------------------------------------------ | ------------- | ------------ | --------------- | ------- |
| Калуга 1  | ↔         | Москва Киевский вокзал | Малоярославец, Обнинское, Балабаново, Нара | 191 км        | 2 ч. 30 мин. | ЭД4М, ЭП2Д РЭКС | 11      |

### Городской общественный транспорт
От привокзальной площади станции Калуга-1 отправляются автобусы междугородних, городских и пригородных маршрутов, троллейбусы и маршрутные такси. Имеется стоянка легковых такси.
См. Интерактивная карта движения наземного транспорта города Калуги, остановки, планирование маршрута online.

## Коммерческие операции, выполняемые на станции
- (Б) — Продажа билетов на все пассажирские поезда. Прием и выдача багажа не производятся.
- (§ 1) — Приём и выдача повагонных отправок грузов, допускаемых к хранению на открытых площадках станций.
- (§ 3) — Приём и выдача грузов повагонными и мелкими отправками, загружаемых целыми вагонами, только на подъездных путях и местах необщего пользования.
- (§ 4) — Приём и выдача повагонных отправок грузов, требующих хранения в крытых складах станций.
- (§ 5) — Приём и выдача грузов в универсальных контейнерах массой брутто 3,3(5) и 5,5 (6) т на станциях
- (§ 8) — Прием и выдача грузов в универсальных контейнерах массой брутто 20 и 24 т на станциях
- (§ 10) — Прием и выдача грузов в универсальных контейнерах массой брутто 24 (30) и 30 т на станциях[17].

## Достопримечательности
На железнодорожной станции 1 сентября 1972 года открыт памятник паровозу в честь 100-летия Калужского железнодорожного узла. Представляет собой переднюю четвертую часть локомотива Су−214-33.

## Публицистика
- По улицам Калуги ходили поезда // «Комсомольская правда – Калуга» : портал. — 2007. — 7 ноября.